# Susan Collins
Pour les articles homonymes, voir Collins.
Susan Collins, née le 7 décembre 1952 à Caribou (Maine), est une femme politique américaine, membre du Parti républicain et sénatrice du Maine au Congrès des États-Unis depuis 1997.
Elle est la femme avec le plus d'ancienneté siégeant actuellement au Sénat pour les républicains et la doyenne en ancienneté de la délégation du Maine au Congrès. Collins est décrite comme l'une des deux républicaines les plus modérées du Sénat avec Lisa Murkowski (Alaska), se positionnant souvent comme un vote pivot, devenant ainsi un élément déterminant d'une législation très suivie. Elle est accusée de duplicité par ses opposants dans ses déclarations publiques sur des questions telles que les réductions d'impôts, l'avortement, les soins de santé et la nomination de juges fédéraux.

## Biographie

### Premiers postes publics
Diplômée de l'université de St. Lawrence, Susan Collins travaille de 1975 à 1987 auprès de William Cohen, sénateur fédéral républicain du Maine, à qui elle succédera. En 1987, elle devient commissaire du département de la régulation professionnelle et financière du Maine. Nommée directrice régionale de la Small Business Administration pour la Nouvelle-Angleterre en 1992, elle devient vice-trésorière de l'État du Massachusetts l'année suivante.
En 1994, elle remporte la primaire républicaine pour le poste de gouverneur du Maine. Elle est alors la première femme à obtenir l'investiture d'un grand parti pour la fonction. Elle finit cependant troisième de l'élection avec 23,1 % des voix, derrière le candidat indépendant Angus King (35,4 %) et le démocrate Joseph E. Brennan (31 %).

### Sénatrice des États-Unis

#### Premier mandat
En 1996, William Cohen ne se représente pas au Sénat des États-Unis. Collins arrive en tête de la primaire républicaine avec 56 % des voix et devance John Hathaway (31 %) et Robert Monks (13 %). Lors de l'élection sénatoriale, elle est élue avec 49,2 % des suffrages contre 43,9 % pour l'ancien gouverneur Joseph E. Brennan, candidat du Parti démocrate.

#### Deuxième mandat
Elle est réélue lors des élections de 2002, rassemblant 58,4 % des voix face à la démocrate Chellie Pingree. En décembre 2005, avec un taux d'approbation de son action de 74 %, elle est le deuxième sénateur le plus populaire du Congrès, derrière Olympia Snowe, l'autre sénatrice du Maine.

#### Troisième mandat

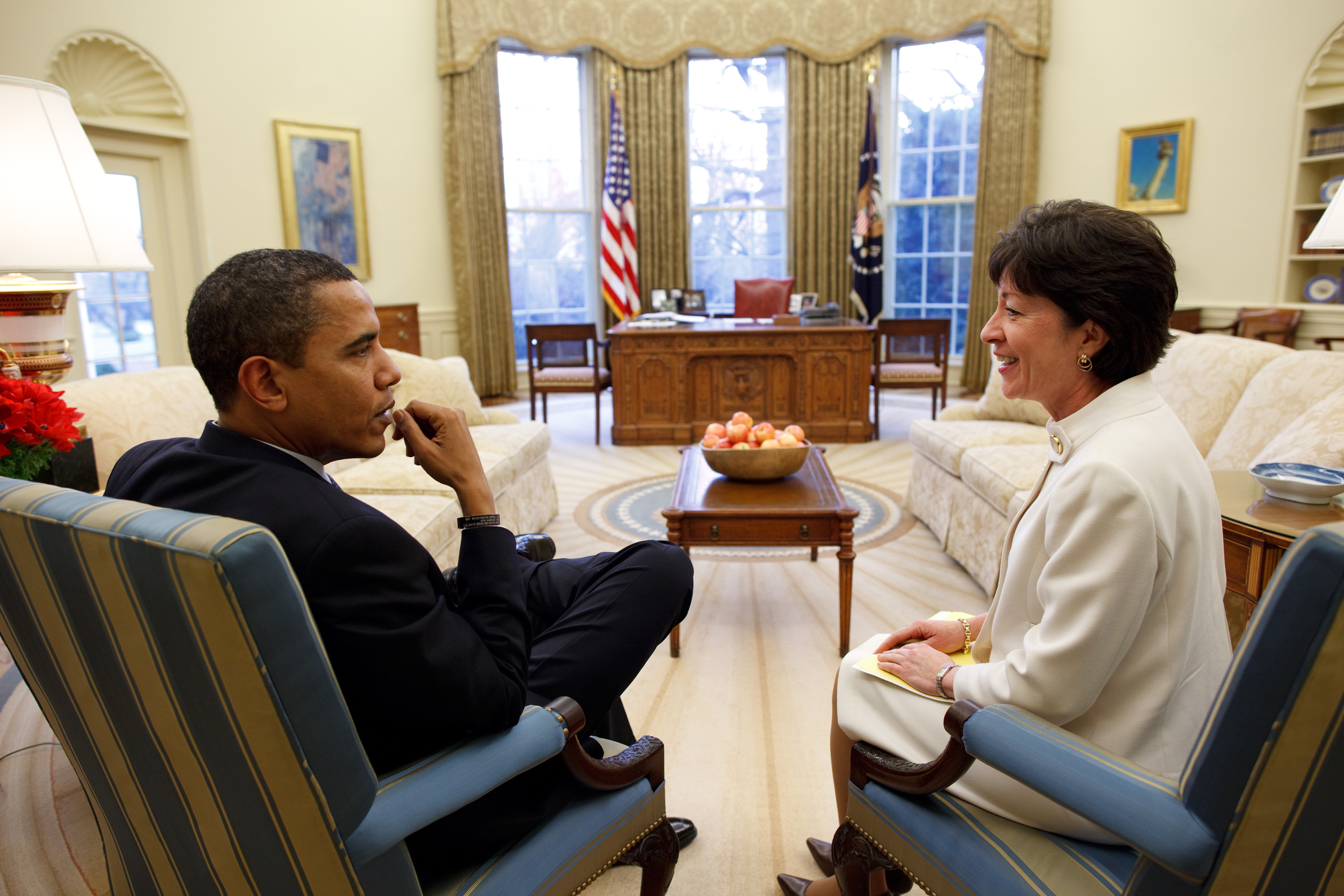
Collins avec Barack Obama dans le Bureau ovale, en 2009.

Candidate pour un nouveau mandat en 2008 contre le représentant fédéral Tom Allen, candidat du Parti démocrate, elle reçoit lors de la campagne électorale le soutien de Joseph Lieberman, sénateur indépendant du Connecticut et candidat démocrate à la vice-présidence des États-Unis en 2000[réf. nécessaire]. Elle est réélue par 61,3 % des électeurs.
En juillet 2010, elle vote pour la réforme de la réglementation financière, le Dodd–Frank Wall Street Reform and Consumer Protection Act, proposée par Barack Obama.

#### Quatrième mandat
Susan Collins remporte un quatrième mandat lors des élections sénatoriales de 2014, avec 68,5 % des suffrages. L'année suivante, son action est approuvée par 78 % de ses électeurs, et seul le sénateur indépendant Bernie Sanders du Vermont réalise un meilleur score.
En août 2016, elle affirme dans une tribune du Washington Post qu'elle ne votera pas pour Donald Trump, candidat républicain à l'élection présidentielle, estimant que celui-ci « ne mérite pas » d'être président des États-Unis et « ne reflète pas les valeurs républicaines historiques ni l'approche inclusive de gouvernance nécessaire à soigner les divisions [du] pays »,,,. Une fois Trump élu président, elle s'oppose à la nomination de plusieurs membres de son gouvernement, dont celles de Betsy DeVos à l'éducation et Scott Pruitt à la tête de l'Environmental Protection Agency (EPA). En 2017, elle vote également contre l'abrogation de l'Obamacare portée par l'administration Trump, mais soutient sa réforme fiscale.
En janvier 2018, Susan Collins est encore populaire avec 61 % d'opinions favorables. Cependant, à partir de l'été 2019, elle devient l'un des sénateurs américains des États-Unis les plus impopulaires avec 48 % des électeurs du Maine désapprouvant son action. Cette impopularité est confirmée en janvier 2020, un sondage la consacrant sénatrice la plus impopulaire du pays avec 52 % d'opinions défavorables contre 42 % d'opinions favorables. Ses détracteurs lui reprochent des votes de plus en plus partisans, en particulier son vote en faveur de Brett Kavanaugh à la Cour suprême,. D'après l'association ProPublica, elle vote contre son parti 11 % du temps en 2019 (contre 31 % en 2009). En février 2020, elle vote en faveur de l'acquittement de Donald Trump lors de sa procédure de destitution.

#### Cinquième mandat

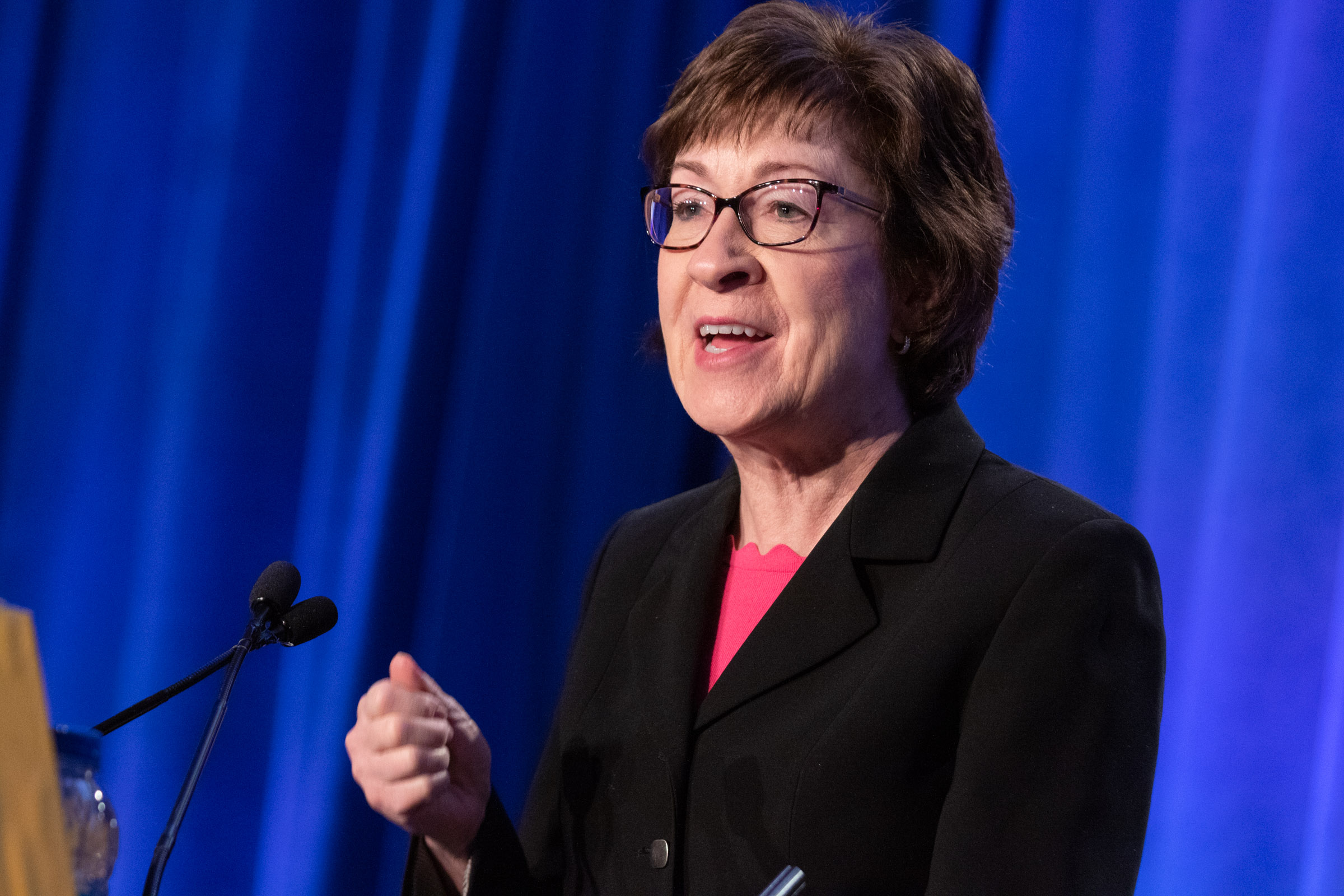
Susan Collins en 2020.

En vue des élections de 2020, elle apparaît comme l'un des républicains les plus vulnérables du Sénat, au côté de Cory Gardner (Colorado), Martha McSally (Arizona), Thom Tillis (Caroline du Nord) et Joni Ernst (Iowa). Elle affronte la présidente démocrate de la Chambre des représentants du Maine Sara Gideon, qui la devance dans la plupart des sondages,. Susan Collins est cependant réélue avec environ 9 points d'avance sur son adversaire démocrate. Alors que le démocrate Joe Biden remporte le Maine, la sénatrice républicaine devance Donald Trump de 7 points grâce au soutien des électeurs indépendants. Sa victoire est alors considérée comme l'une des principales surprises des élections de 2020.

## Positions politiques
Susan Collins est une sénatrice républicaine modérée. Parfois plus populaire auprès des électeurs démocrates et indépendants que ceux de son propre parti, elle est considérée comme une RINO (« Republican in name only ») par certains républicains. Elle est en faveur de législation visant à diminuer l'émission de gaz à effet de serre et s'exprime en faveur du mariage homosexuel en juin 2014. Féministe, elle est pour le fait d'autoriser les femmes à recourir à l'avortement et pour l'accroissement des dépenses de santé.
Le 26 octobre 2020, elle est la seule sénatrice républicaine à voter contre la confirmation de Amy Coney Barrett comme juge à la Cour suprême.
Susan Collins est un des sept sénateurs républicains qui votent avec les 50 sénateurs démocrates pour la condamnation de Donald Trump lors du second procès en destitution de ce dernier devant le Sénat, qui se termine par l'acquittement de l'ex-président, prononcé le 13 février 2021 par le Sénat, la majorité des deux tiers n'ayant pas été atteinte. Les sept républicains qui votent pour la condamnation sont : Susan Collins (Maine), Lisa Murkowski (Alaska), Mitt Romney (Utah), Ben Sasse (Nebraska), Pat Toomey (Pennsylvanie), Richard Burr (Caroline du Nord) et Bill Cassidy (Louisiane). Après l'acquittement, la présidente de la Chambre des représentants des États-Unis Nancy Pelosi déclare : « Je salue les sénateurs républicains qui ont voté selon leur conscience et pour notre pays. Le refus des autres sénateurs républicains de tenir Trump pour responsable d'avoir déclenché une violente insurrection pour s'accrocher au pouvoir sera considéré comme l'un des jours les plus sombres et des actes les plus déshonorants de l'histoire de notre nation ».
Elle apporte son soutien à Nikki Haley lors des primaires républicaines de 2024.